# Berner Sport Club Young Boys
Maillots
Actualités
Le Berner Sport Club Young Boys, en abrégé BSC YB ou YB (prononcé : /ˈi.bɛ/), est un club de football de la ville de Berne, en Suisse. Les couleurs du club sont le jaune et le noir. L'équipe évolue en Super League et a remporté le championnat à 17 reprises ainsi que la Coupe 8 fois. En 1959, les Bernois ont atteint les demi-finales de la Coupe d'Europe des clubs champions. Depuis 2005, la première équipe des Young Boys joue ses matchs à domicile au Stade du Wankdorf, où se trouvait auparavant l'ancien stade. L'équipe féminine joue également dans la plus haute division nationale, la Ligue nationale A. Le club disposait également d'une section de hockey sur gazon et de boccia.

## Histoire

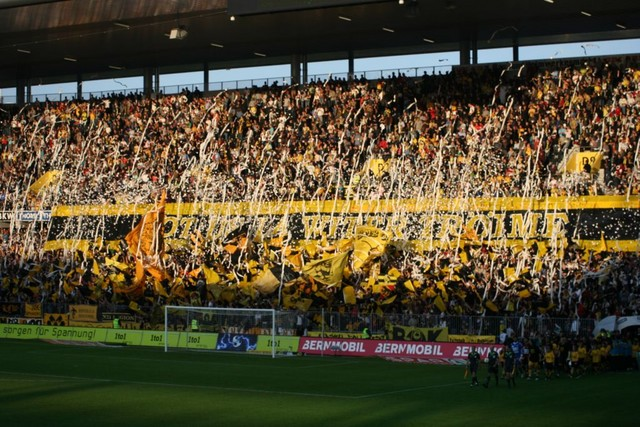
Supporters des Young Boys.

Le 14 mars 1898 le FC Young Boys a été fondé par Max Schwab, Hermann Bauer, Franz Kehrli et Oskar Schwab. Le 17 juin 1898 le club joua son premier match contre le FC Viktoria. En 1909, 1910 et 1911 les Young Boys ont été champions de Suisse et ont été les premiers à l'être trois fois de suite dans l'histoire du football suisse.
En 1925, le club pouvait occuper le Stade du Wankdorf. Dans la même année le club a été renommé BSC (Berner Sport Club) Young Boys. Le stade sera reconstruit pour la coupe du monde de 1954.
En 1929, les Young Boys participent à leur première finale de la Coupe de Suisse, battus 1-0 par Urania Genève Sports. Une année plus tard, les Bernois remportent leur première victoire en finale de la coupe, 1-0 face au FC Aarau.
Les années de gloire du club ont été les années 1950 : il remporte la Coupe de Suisse en 1953  et 1958 et est champion de Suisse quatre fois de suite de 1957 à 1960.

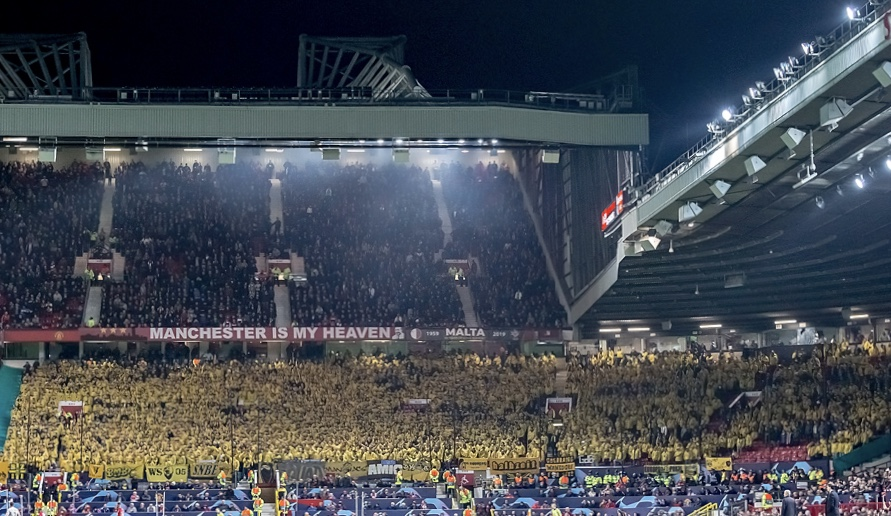
Supporters des Young Boys en déplacement à Old Trafford en 2018.

Le BSC Young Boys joue dans le Stade du Wankdorf depuis la reprise du championnat en 2005, construit à la place de l'ancien stade.
Le club remporte son premier championnat depuis 1986 à l'issue de la saison 2017-2018. Qualifié ensuite pour les barrages de la Ligue des champions, YB se qualifie pour la première fois pour la phase de groupes en battant les Croates du Dinamo Zagreb (1-1 à Berne et 2-1 au retour, en Croatie). En 1958-1959, l'équipe de la capitale avait toutefois déjà atteint un stade avancé de ce qui s'appelait encore à l'époque la Coupe des clubs champions européens, ne s'inclinant qu'en demi-finale contre les Français du Stade de Reims.

## Palmarès et résultats

### Palmarès
| Compétitions nationales | Compétitions internationales |
| - Championnat de Suisse : - Champion (17) : 1903, 1909, 1910, 1911, 1920, 1929, 1957, 1958, 1959, 1960, 1986, 2018, 2019, 2020, 2021, 2023, 2024 - Vice-champion (18) : 1902, 1908, 1914, 1918, 1921, 1937, 1941, 1953, 1961, 1965, 1975, 1993, 2004, 2008, 2009, 2010, 2015, 2016, 2017 - Coupe de Suisse - Vainqueur (8) : 1930, 1945, 1953, 1958, 1977, 1987, 2020 et 2023 - Finaliste (8) : 1929, 1956, 1979, 1980, 1991, 2006, 2009 et 2018 - Coupe de la Ligue - Vainqueur (1) : 1976 - Supercoupe de Suisse - Vainqueur (1) : 1986 - Finaliste (1) : 1987 | - Coupe des Alpes - Vainqueur (1) : 1974 - Coupe horlogère - Vainqueur (7) : 1964, 1973, 1975, 1987, 2000, 2004, 2007, 2019 - Finaliste (10) : 1968, 1970, 1976, 2001, 2002, 2003, 2006, 2009, 2010, 2011 |

### Bilan saison par saison
| Saison    | Championnat  | Championnat | Championnat | Championnat | Championnat | Championnat | Championnat | Championnat | Championnat | Championnat | Championnat | Buteur          | Buteur | Coupe de Suisse | Coupes d'Europe | Coupes d'Europe      |
| Saison    | Div.         | Pos.        | Pts         | M           | V           | N           | D           | BP          | BC          | Diff.       | Affl.       | Nom             | Buts   | Coupe de Suisse | Compét.         | Tour                 |
| --------- | ------------ | ----------- | ----------- | ----------- | ----------- | ----------- | ----------- | ----------- | ----------- | ----------- | ----------- | --------------- | ------ | --------------- | --------------- | -------------------- |
| 2003-2004 | Super League | 2e          | 72          | 36          | 22          | 6           | 8           | 75          | 48          | +27         | 7 869       | Chapuisat       | 23     | 1/16e de f.     | C3              | Tour prél.           |
| 2004-2005 | Super League | 4e          | 49          | 34          | 12          | 13          | 9           | 60          | 52          | +8          | 7 385       | Chapuisat       | 15     | 1/2 f.          | C1              | 2e tour prél.        |
| 2005-2006 | Super League | 3e          | 62          | 36          | 17          | 11          | 8           | 60          | 46          | +14         | 14 139      | João Paulo      | 18     | Finale          | C4              | 3e tour              |
| 2006-2007 | Super League | 4e          | 59          | 36          | 17          | 8           | 11          | 52          | 42          | +10         | 15 117      | Häberli & Yakın | 10     | 1/4 de f.       | C3              | 2e tour prél.        |
| 2007-2008 | Super League | 2e          | 70          | 36          | 21          | 7           | 8           | 82          | 49          | +33         | 18 571      | Yakın           | 24     | 1/4 de f.       | C3              | 2e tour prél.        |
| 2008-2009 | Super League | 2e          | 73          | 36          | 22          | 7           | 7           | 85          | 46          | +39         | 17 985      | Doumbia         | 20     | Finale          | C3              | 1er tour             |
| 2009-2010 | Super League | 2e          | 77          | 36          | 25          | 2           | 9           | 78          | 47          | +31         | 22 653      | Doumbia         | 30     | 1/4 de f.       | C3              | 3e tour prél.        |
| 2010-2011 | Super League | 3e          | 57          | 36          | 15          | 12          | 9           | 65          | 50          | +15         | 21 500      | Bienvenu        | 16     | 1/4 de f.       | C1 C3           | Barrages 1/16e de f. |
| 2011-2012 | Super League | 3e          | 51          | 34          | 13          | 12          | 9           | 52          | 38          | +14         | 21 104      | Mayuka          | 9      | 1/8e de f.      | C3              | Barrages             |
| 2012-2013 | Super League | 7e          | 43          | 36          | 11          | 10          | 15          | 48          | 50          | -2          | 17 242      | Nuzzolo         | 9      | 1/8e de f.      | C3              | Groupes              |
| 2013-2014 | Super League | 3e          | 59          | 36          | 17          | 8           | 11          | 59          | 50          | +9          | 17 553      | Frey            | 9      | 1/8e de f.      | -               | -                    |
| 2014-2015 | Super League | 2e          | 66          | 36          | 19          | 9           | 8           | 64          | 45          | +19         | 16 931      | Hoarau          | 17     | 1/16e de f.     | C3              | 1/16e de f.          |
| 2015-2016 | Super League | 2e          | 69          | 36          | 20          | 9           | 7           | 78          | 47          | +31         | 16 938      | Hoarau          | 18     | 1/8e de f.      | C1 C3           | 3e tour Barrages     |
| 2016-2017 | Super League | 2e          | 69          | 36          | 20          | 9           | 7           | 72          | 44          | +28         | 17 431      | Hoarau          | 18     | 1/4 de f.       | C1 C3           | 3e tour Barrages     |
| 2017-2018 | Super League | 1er         | 84          | 36          | 26          | 6           | 4           | 84          | 41          | +43         | 21 973      | Hoarau          | 15     | Finale          | C1 C3           | Barrages Groupes     |
| 2018-2019 | Super League | 1er         | 91          | 36          | 29          | 4           | 3           | 99          | 36          | +63         | 25 751      | Hoarau          | 24     | 1/4 de f.       | C1              | Groupes              |
| 2019-2020 | Super League | 1er         | 76          | 36          | 23          | 7           | 6           | 80          | 41          | +39         | 16 671      | Nsame           | 32     | Vainqueur       | C1 C3           | Barrages Groupes     |
| 2020-2021 | Super League | 1er         | 84          | 36          | 25          | 9           | 2           | 74          | 29          | +45         | 725         | Nsame           | 19     | 1/8e de f.      | C1 C3           | 3e tour 1/8e de f.   |
| 2021-2022 | Super League | 3e          | 60          | 36          | 16          | 12          | 8           | 80          | 50          | +30         | 24 821      | Siebatcheu      | 22     | 1/8e de f.      | C1              | Groupes              |
| 2022-2023 | Super League | 1er         | 74          | 36          | 21          | 11          | 4           | 82          | 30          | +52         | 29 097      | Nsame           | 21     | Vainqueur       | C4              | Barrages             |
| 2023-2024 | Super League | 1er         | 77          | 38          | 23          | 8           | 7           | 76          | 34          | +42         | 28 878      | Monteiro        | 12     | Demi finale     | C1 C3           | Groupes 1/16e de f.  |
| 2024-2025 | Super League | 3e          | 61          |             |             |             |             |             |             |             |             |                 |        |                 |                 |                      |

## Joueurs et personnalités du club

### Président
Le tableau suivant présente la liste des présidents du club depuis 1898.
| Rang | Nom              | Période   |
| ---- | ---------------- | --------- |
| 1    | Max Schwab       | 1898-1899 |
| 2    | Edgar Fetscherin | 1899-1904 |
| 3    | Otto Kubli       | 1904-1905 |
| 4    | Albert Heiniger  | 1905-1906 |
| 5    | Max Schwab       | 1906-1907 |
| 6    | D. Chessex       | 1907-1908 |
| 7    | Edgar Egger      | 1908-1909 |
| 8    | Walter Messerli  | 1909-1911 |
| 9    | Herbert Schmid   | 1911-1915 |
| 10   | Herbert Frey     | 1915-1919 |
| 11   | Albert Hirt      | 1919-1920 |
| 12   | Hans Greuber     | 1920-1921 |

| Rang | Nom             | Période   |
| ---- | --------------- | --------- |
| 13   | Heinz Schwab    | 1921-1923 |
| 14   | Albert Hirt     | 1923-1924 |
| 15   | Rudolf Roth     | 1924-1926 |
| 16   | Ermin Flück     | 1926-1928 |
| 17   | Otto Grogg      | 1928-1929 |
| 18   | G. Marchand     | 1929-1934 |
| 19   | Rudolf Roth     | 1934-1936 |
| 20   | Adrian Schorrer | 1936-1937 |
| 21   | Adrian Schorrer | 1937-1939 |
| 22   | Eduard Studer   | 1939-1942 |
| 23   | Herrmann Wirth  | 1942-1943 |
| 24   | Otto Wirz       | 1943-1947 |

| Rang | Nom                  | Période   |
| ---- | -------------------- | --------- |
| 25   | Erwin Bähler         | 1947-1948 |
| 26   | Adolf Rösti          | 1948-1950 |
| 27   | Felix Neuenschwander | 1950-1952 |
| 28   | Guido Wärtli         | 1952-1954 |
| 29   | Walter Bögli         | 1954-1957 |
| 30   | Hermann Steinegger   | 1957-1962 |
| 31   | Herbert Althaus      | 1962-1967 |
| 32   | Willy Sigrist        | 1967-1971 |
| 33   | Ferdinand Schmutz    | 1971-1972 |
| 34   | Ralph Zloczower      | 1972-1980 |
| 35   | Rudolf Baer          | 1980-1993 |
| 36   | Jürg Aeberhard       | 1993      |

| Rang | Nom                  | Période   |
| ---- | -------------------- | --------- |
| 37   | Jacques Chèvre       | 1993-1995 |
| 38   | Peter Cerny          | 1995-1996 |
| 39   | Roland Schönenberger | 1996      |
| 40   | Walter Frei          | 1996-1997 |
| 41   | Peter Morgenthaler   | 1997      |
| 42   | Roland Güngerich     | 1997-1998 |
| 43   | Peter Siegrist       | 1998-1999 |
| 44   | Martin Maraggia      | 1999-2001 |
| 45   | Heinz Fischer        | 2001-2003 |
| 46   | Peter Mast           | 2003-2007 |
| 47   | Thomas Grimm         | 2007-2010 |
| 48   | Werner Müller        | 2010-     |

### Entraîneurs
Le tableau suivant présente la liste des entraîneurs du club depuis 1913.
| Nom                           | Période              |
| ----------------------------- | -------------------- |
| Reynold Williams              | 1913-1918            |
| Jimmy Hogan                   | 1918-1920            |
| Berth Smith                   | 1920-1924            |
| Sandy Higgens                 | 1924-1928            |
| Ernst Meyer                   | 1928-1929            |
| Izidor Kürschner              | 1929-1931            |
| Viktor Hierländer (de)        | 1931-1932            |
| Hans Wüthrich                 | 1932-1934            |
| Valère de Besveconny          | 1934                 |
| Izidor Kürschner              | 1934-1935            |
| Hans Pulver                   | 1935-1942            |
| Béla Volentik                 | 1942-1946            |
| ?                             | 1946-janv. 1947      |
| William Baumgartner           | janv. 1947- 1948     |
| Fritz Gschweidl (de)          | 1948-1949            |
| Eric Jones (en)               | 1949-1950            |
| Albert Sing (de)              | 1951-1964            |
| Heinz Bigler                  | avr. 1964-1964       |
| Hans Merkle (de)              | 1964-1968            |
| René Häfeli                   | janv. 1968-juin 1968 |
| Albert Brülls                 | 1968-1970            |
| Walter Eich                   | janv. 1970-juil.1970 |
| Henri Skiba                   | juil. 1970-nov. 1970 |
| Heinz Schneiter & Walter Eich | 1970-1972            |
| Hans-Otto Peters              | 1972-1973            |
| Kurt Linder                   | juil.1973-déc. 1977  |

| Nom                               | Période               |
| --------------------------------- | --------------------- |
| René Hüssy                        | 1977-1978             |
| Friedhelm Konietzka               | 1978-1980             |
| Lambertus Theunissen              | 1980-1983             |
| Kurt Linder                       | juil. 1983-oct. 1983  |
| Walter Eich                       | 1983-1984             |
| Aleksander Mandziara (de)         | 1984-1988             |
| Tord Grip (en)                    | 1988-1990             |
| Pál Csernai                       | déc. 1989-1990        |
| Martin Trümpler (en)              | 1990-1994             |
| Bernard Challandes                | 1994-mars 1995        |
| Jean-Marie Conz                   | 1995-1997             |
| Tord Grip                         | avr. 1997-juil. 1997  |
| Roland Andersson & Thomas Sjöberg | 1997-1998             |
| Robert Schober & Admir Smajić     | janv. 1998-juil. 1998 |
| Claude Ryf                        | juil. 1998-1999       |
| Martin Weber (de)                 | mai 1999-juil. 1999   |
| Roger Läubli                      | juil. 1999            |
| Richard Wey & A. Smajić           | juil 1999             |
| Richard Wey                       | août 1999-sept. 1999  |
| Marco Schällibaum                 | sept. 1999-2003       |
| Hans-Peter Zaugg                  | 2003-oct. 2005        |
| Gernot Rohr                       | oct. 2005-sept. 2006  |
| Erminio Piserchia (it) (intérim)  | sept. 2006-oct. 2006  |
| Martin Andermatt                  | oct. 2006-2008        |
| Erminio Piserchia (intérim)       | juil. 2008-août 2008  |

| Nom                         | Période                    |
| --------------------------- | -------------------------- |
| Vladimir Petković           | août 2008-mai 2011         |
| Erminio Piserchia (intérim) | mai 2011-juin 2011         |
| Christian Gross             | juil. 2011-avr. 2012       |
| Erminio Piserchia (intérim) | avr. 2012-juin 2012        |
| Martin Rueda                | juil. 2012-avr. 2013       |
| Bernard Challandes          | avr. 2013-juin 2013        |
| Uli Forte                   | juil. 2013-sept. 2015      |
| Adi Hütter                  | sept. 2015-mai 2018        |
| Gerardo Seoane              | juin 2018-mai 2021         |
| David Wagner                | juin 2021-mars 2022        |
| Matteo Vanetta (intérim)    | mars 2022-mai 2022         |
| Raphaël Wicky               | juin 2022-mars 2024        |
| Joël Magnin (intérim)       | mars 2024-juin 2024        |
| Patrick Rahmen              | Juillet 2024-octobre 2024  |
| Joël Magnin                 | octobre 2024-décembre 2024 |
| Giorgio Contini             | décembre 2024-             |

### Effectif professionnel actuel
En grisé, les sélections de joueurs internationaux chez les jeunes mais n'ayant jamais été appelés aux échelons supérieurs une fois l'âge-limite dépassé ou les joueurs ayant pris leur retraite internationale.

## Supporters et rivalités
Le principal groupe de supporters du club est l'Ostkurve, aussi abrégé OKBE (OstKurve Bern). Il est l'un des plus grands groupements d'ultras de Suisse et s'illustre par ses nombreuses banderoles.
De par sa proximité géographique avec la ville de Thoune, la rivalité est grande avec les supporters du club local.